# Leptosyna acutipennis
Leptosyna acutipennis är en tvåvingeart som beskrevs av Jean-Jacques Kieffer 1894. Leptosyna acutipennis ingår i släktet Leptosyna och familjen gallmyggor.
Artens utbredningsområde är Frankrike. Inga underarter finns listade i Catalogue of Life.